# 行为主义 (政治学)
政治學中的行為主義（Behavioralism或Behaviouralism）在1930年代出現於美國的政治學研究領域。它與先前強調客觀、量化的方法來解釋和預測政治行為的方法截然不同。 它與以自然科學為藍本的行為科學的興起有關。 行為主義聲稱它可以從無偏見、中立的角度解釋政治行為。
行為主義途徑試圖研究行為、行動—而不是立法、行政和司法等體制方面的特徵—以及不同社會環境中的群體，並試圖解釋行為與政治體系的關係。
行為主義是政治學中一種嚴格的個人主義研究方法，它試圖通過方法論的個人主義來解釋個人政治行為和集體政治現象的因果關係。為此，它使用行為和行動理論。行為理論和行動理論都捕捉到人們的特徵，並從中得出非常相似的預測。行為理論做出確定性的因果關係陳述，另一方面，行動理論對因果關係（有意的、最終的、自由意志）有概率的理解。
它在實證政治學領域佔重要地位，並且在概念和方法論上都得到了充分發展。研究重點包括政治系統的分析和比較、態度研究、衝突研究、政黨和組織研究以及政策分析。

## 術語涵義
大衛·伊斯頓 是1950年代第一個將政治學之行為主義與（心理學之）行為主義區分開來的人。在1940年代初期，行為主義本身被稱為行為科學，後來被稱為行為主義。然而，伊斯頓試圖區分這兩個學科：
對於那些被認為是行為主義者的人來說，行為主義並不是一個明確定義的運動。那些反對它的人更清楚地定義它，因為他們根據他們認為令人反感的新趨勢中的事物來描述它。因此，有些人會將行為主義定義為將自然科學的方法應用於人類行為的嘗試。其他人會將其定義為過分強調量化。其他人作為個體主義還原論。從內部看，持該類論述之研究者對於行為主義的構成是持有不同看法的。[...] 我們之中很少有人有共同看法。
考慮到這一點，行為主義反對單一的定義。克利福德·德懷特·瓦爾多 強調，行為主義本身並不明確，稱其“複雜”和“晦澀”。 伊斯頓表示同意，並指出“每個人都強調自己的重點，從而成為自己的行為主義者”，且試圖徹底定義行為主義是徒勞的。 從一開始，行為主義就是一個政治性概念，而不是一個科學概念。此外，由於行為主義不是一種研究傳統，而是一種政治運動，因此行為主義的定義遵循行為主義研究論述者之意願。 因此，大多數對該主題的介紹都強調價值中立的研究。伊斯頓的八個“智識基石”證明了這一點：
- 規律：對規律的概括和解釋。
- 對驗證的承諾：驗證概括的能力。
- 研究技法：對研究技法的實驗態度。
- 量化：在可能或有意義的情況下將結果表示為數字。
- 價值觀：保持倫理評估和實證解釋的區別。
- 系統化：考慮理論在研究中的重要性。
- 純科學：遵從純科學而不是應用科學。
- 整合：整合社會科學和價值。

隨後，許多行為主義方法受到政治理論（特別是國際關係）中出現的後實證主義的挑戰。

### 客觀性和價值中立
根據大衛·伊斯頓的說法，行為主義尋求“分析性而非實質性，一般性而非特定性，解釋性而非倫理性”。 在這種想法下，該理論試圖在不“引入任何倫理評估”的情況下評估政治行為。Rodger Beehler 將此稱為“他們堅持區分事實和價值”。

### 大衛·伊斯頓提出之信念
- 規則性：政治學追求之知識是經驗現象的規則，亦即共通法則/規律之建立；
- 經驗性：政治學追求之知識必須建立於感官經驗基礎，亦即建立經驗性而非規範性知識；
- 量化：為精確描述經驗現象，須透過量化方式以達客觀描述之要求；
- 方法論：個體主義之方法論；
- 系統化：政治學者在建立理論時，應將之與其他理論進行聯繫，而非建立孤立零碎之命題或通則；
- 「價值」與「事實」之嚴格區分：政治學處理之知識範疇在於事實，而非價值；
- 價值中立：為建立研究之客觀性與可靠性，研究者不應將個人價值和偏見帶入研究過程；
- 研究領域間之知識整合：政治學是社會科學的一部份，其理論發展應與經濟學、社會學、心理學等整合為一個整體貫串的知識系統，因為它們都致力於研究人類行為；
- 科學知識之累積性；
- 科學演進之漸進。（關於末兩點可參見科學革命的結構）[12]

## 基本介紹

### 行為理論

#### 模型
最初，嚴格定義上的行為主義與動物行為理論相結合，並因巴甫洛夫著名的犬類實驗而著稱。
在修正的行為主義中，不僅是外部刺激，必然會發生某種反應，而且還包括情緒和意識等精神狀態。在認知行為理論中，這些被進一步闡述，包括人們的慾望、需求、感知和信念。這些修改響應並在刺激—有機體—響應（S-O-R概念）模型中被獲取。
因此，可以通過刺激來學習作為可見或心理活動的行為。獎勵和懲罰強化給定的刺激。

##### 假設
行為的一般理論作出以下因果關係陳述：
1. 特定行為越早得到獎勵，它就會越早表現出來。
2. 獎勵的價值越高，表現出行為的可能性就越大。
3. 懲罰越輕，表現出特定行為的可能性就越大。
4. 懲罰越高，行為發生的頻率就越低。
5. 以同樣的方式獎勵某種行為的頻率越高，獎勵的價值就越低（邊際效用舉例：對於口渴的人來說，第一杯比接下來的一杯具有更高的價值）。
6. 獎勵發生得越頻繁，某種行為出現的頻率就越低（飽和度）。
7. 獎勵越不規律，行為表現出來的可能性就越大。
8. 如果以前獎勵過的行為不再得到獎勵，其發生（消失或滅絕）的頻率就會降低。
9. 刪除越低，先前獲得的獎勵越強（頻率、價值、不規則性）。

然而，在現實中，一個人往往對同一行為有矛盾的經歷。例如，朋友歡迎（和獎勵）的事情不一定是父母的情況。總之，表現出帶來最高獎勵或最低懲罰（“效用最大化”）的行為。

##### 認知失調問題
這種評估和不同制裁相互抵消需要每個人都有明確的偏好等級。然而事實上，人們並沒有，而且偏好有時也會相互矛盾。根據認知失調理論，不匹配的認知會被人們忽略，否則會導致內部緊張狀態（威脅到他們的自我形象）；不和諧的經歷被壓抑了。

### 行動理論
行為理論認為刺激、認知和反應之間存在嚴格的因果關係，而行動理論則將其相對化，並且僅假設人類與其行為之間存在之可能聯繫。作為個人不僅會做出反應，而且還會在工作過程中有意識地和創造性地處理他的環境。
這裡的重點是人類的有意和解釋行為。社會現象是從個人的意圖、情境定義、行動和互動來解釋的。

#### 基礎模型
人是社會化過程的結果，在這個過程中出現了行動的技能和動機。從童年開始，社會化就導致了對外界行為期望的內化。家庭和朋友等主要和次要參考群體的這些期望成為個人行動的動機。此外，自己的角色，即自己的社會地位，是在與他人的交往中形成的。通過扮演角色，一個人自己的判斷被概括化，這形成了抽象與道德思想之基礎。在 M. Schmid 看來，一個人可以被定義為“一個活躍而有能力的系統，在語言中介和社會塑造的社會化過程的框架內獲得其身份”。 
由於現實中人們總是同時追求多個目標，因此有必要對自己的目標進行排序和分級，以便在給定情況下選擇行動。這種所謂的偏好順序不僅取決於刺激，還取決於人、角色和社會化。
人們行動的情況會發生變化。這些情況被理解為對自己行為的所有限制的總和，例如金錢、時間或空間的匱乏，其他人的行為和偏好，以及現有的社會規範和法律。人們必須自己定義情況。他們不是根據客觀事實行事，而是根據他們對情況的主觀看法行事。因此，所有人類行為都是在不確定的情況下進行的。
人們現在將他們的社會行為彼此對齊，即他們彼此進行（策略性）互動。這種每個人對每個人的依賴創造了一種特定的社會情境，在這種情境中，人們通過協調他們的行動，能夠合作並發展複雜的社會。然而，這只有在有可能通過社會化和內化過程將個人目標、期望和行動選擇並行化的情況下才能成功。例如，某些行動期望與社會角色（角色期望）相關聯。
在行動理論中，規則是對行動的限制，因為它們排除了某些行動。由於行動理論的規則，從大量可能的行動中，只有比“允許”少得多的數量，或說未被制裁，被選中。這包括權利，如行動自由和規範，亦即關於應該或必須如何表達行動的規定，例如，在習俗或角色期望中。
只要人們就共同規則達成一致，就可以說是一個成功的整合過程。穩定的社會需要通過互動實現這種融合。只有當太多人背離時，這些行為規則才需要修改。對於個人來說，這樣的規則不僅是一個煩人的障礙，而且它們還提供了某些保證，即某些行為可以預期哪些反應，從而減少了評估行為後果的基本不確定性。

#### 行動理論的類型
各種行動理論可分為理性模型和互動模型，理性模型在實證研究中占主導地位。
理性模型
1. 馬克斯·韋伯的理性行為類型：權宜理性（德語：Zweckrationalität；目的、手段、副作用）和價值理性；
2. 理性選擇理論：功利主義和效用最大化；
3. 組織社會學（司馬賀、James March/Johan P. Olsen） ：滿足和有限理性

互動模型
1. 赫伯特·布魯默的符號互動論：溝通、詮釋、情境定義；
2. 塔尔科特·帕森斯的社會系統理論：作為角色承擔者的個人具有受限的行動自由；
3. 尤爾根·哈伯馬斯的互動行為理論（德語：Theorie des kommunikativen Handelns）：作為動機、公正性的行動計劃協調

## 在政治科學領域之起源
從1940年代初到1970年代，行為主義之概念獲得支持。克利福德·瓦爾多 可能是最早創造有關詞彙的人之一。 後來，大衛·伊斯頓使有關論述流行起來。它是政治學介於傳統主義者和新興研究途徑之間的討論場所。 行為主義的起源通常歸因於芝加哥大學教授查尔斯·爱德华·梅里亚姆的著作，他在1920年代和1930年代強調考察個人和團體的政治行為的重要性，而不是僅僅考慮他們如何遵守法律或正式規則。

## 作為一種研究途徑
在“行為主義革命”之前，政治學到底是不是一門科學是有爭議的。 批評者認為政治研究主要是定性和規範性的，並聲稱它缺乏被視為一門科學所必需的科學方法。 行為主義者使用嚴格的方法論和實證研究來驗證他們作為社會科學的研究。 行為主義的方法是創新的，因為它改變了調查目的的態度。它轉向了可驗證事實支持的研究。 在 1954年至1963年期間，加布里埃尔·阿尔蒙德通過在Social Science Research Council成立一個委員會，將行為主義傳播到比較政治學。 在1960年代和1970年代流行的過程中，行為主義挑戰了現實主義和自由主義的研究途徑，行為主義支持者將它們和其他不基於事實的政治行為研究稱作“傳統主義”。
為了理解政治行為，行為主義使用以下方法：抽樣、訪談、評分和量表化（英語：scaling）以及統計分析。
行為主義研究的是個體在群體位置上的實際行為，而不是他們應該如何行為。例如，對美國國會的研究可能包括考慮國會議員在其職位上的行為方式；受關注的主題是國會如何成為“行動舞台”以及周圍正式和非正式的權力範圍。

### 一般特徵
行為主義途徑是嚴格的經驗分析的，即描述性和價值中立導向的。基於自然科學的模型來解釋、預測和系統地分析社會現象。要做到這一點，人們將自己局限於可以觀察到的現象，並提供盡可能可量化的數據。在此過程中，人們希望盡可能不進行“純研究”，而是旨在解決特定政治問題的應用研究。規範性討論被視為科學上不可判定的。
行為主義的一個標誌是它的跨學科性。除了政治學，社會學和心理學（如“政治社會學”）也有密切關聯。它們的共同點是強調調查方法，例如調查和所謂的“large-N研究”，即具有許多受訪者的統計可評估（代表性）數據集。研究主要集中於各種形式的政治行為和政治參與，尤其是投票行為。

## 政治行為的解釋因素
在政治學中，行為的概念和行動的概念之間沒有明確的區別。政治性的意思是這種行為是個人帶有政治方面意圖的，同時有政治方面的效果。原則上，可以使用三個解釋因素：心理人格特徵、社會因素和政治“刺激”。

### 心理人格特質
內驅力結構（例如攻擊性）、動機（偏好、執行意願），還有感知、認知能力，以及最後但並非最不重要的價值信念，這些都是用來解釋政治行為的核心心理參數。
例如，哈羅德·拉斯威爾在此基礎上發展了他的“民主公民”模型，民主公民必須是一個開放的人，其特徵是寬容、信任同胞和免於恐懼。狄奧多·阿多諾將不寬容、厭惡衝突、無差別思維和缺乏信任視為“專制人格”的特徵。阿多諾認為這接近潛在的法西斯行為。Milton Rokeach和Erwin Scheuch / Hans Dieter Klingemann 能夠通過經驗證明這些特徵和對現在的強調（同時忽略過去和未來）對每個人都是典型的是極端主義傾向。
然而，距離成熟的政治行為理論還有很長的路要走。例如，研究表明，自尊心低的人通常不關心政治，不太靈活的人也是如此。然而，一旦僵化和自卑這兩個特徵同時出現，就沒有強化，反而導致積極的政治行為。

### 社會因素
在社會化中，主要（父母、家人、朋友）和次要關係（工會、教會等組織）是有區別的。
保羅·F·拉扎斯菲爾德能夠證明“政黨成功的主要決定因素是小型非政治團體對政黨的依戀”，即主要關係。因此，孩子在政治上大多與他們的父母非常相似（社會化假說）。為了鞏固自己的地位，通常（不自覺地）尋找具有相同/相似政治觀點的朋友（選擇假說）。另一方面，只有當這些機構也代表政治立場時，與組織的次要關係才與政治行為相關。
社會階層、收入、教育、職業、居住區域等社會指標在價值觀和信仰方面創造了共性，間接影響政治行為。

### 政治刺激
除了制度限制（如投票權、政黨系統、參與機會），政治行為的政治決定因素還包括政治文化和意識形態。決定採取行動的不是客觀情況，而是主觀體驗和解釋的情況。政治文化，作為一個社會中普遍存在的個人政治態度（感受、評價和知識）的總和，是一個獨立的解釋變量，因為人們通常不喜歡成為局外人。意識形態作為固化的政治規範的表達，具有政治規範設計要求，通過影響對情況的評估形成進一步的動機基礎。

## 在政治學中的應用

### 政治參與
對於政治參與，例如參加選舉、黨員身份、參加政治活動、擔任政治職務、參加公民倡議或非政府組織活動。目的是對政治決策施加影響。
Verba 和 Nye 能夠證明參與意願取決於社會經濟地位。地位越高，參與度越高。實證研究還表明，經濟富裕的公民除了這種更大的意願外，往往還有其他更明確的政治態度。這在民主理論方面產生了影響：因此，通過直接民主元素滿足更多公民參與的需要，應該要為人們帶來更好的條件，如果可能的話，還提供教育機會。
尤其是受過良好教育的公民，也是 羅納德·英格爾哈特所診斷的價值觀轉變的承擔者。然後可以在西方社會觀察到對“後物質價值觀”的重新定位，例如自決、環境保護、和平等。尤其是這部分人的參與意願也明顯增強。這種增加的參與意願被解釋為對政治制度的廣泛不滿。然而，根據經驗，人們發現公民肯定會在他們對具體政治的態度之間做出選擇，這不同於政治制度本身和基本原則。參與意向的增加通常是由於對具體政策的不滿所致。

### 投票行為
許多理論和研究都將選舉視為民主政體中最重要的合法化/正當化機制。最重要的行為主義解釋是：
1. 社會學方法（由拉扎斯菲爾德提倡）：個人選擇與其所在社會環境。
2. 社會心理學方法（被稱作「安娜堡模型」）：投票決定是由政黨認同程度引起的。識別分為候選人取向和事實取向。Philip E. Converse 發展了正常選舉與這種方法不再適用的特殊情況（例如重新統一的德國的第一次選舉）的論點。
3. “分裂”從屬（由西摩·马丁·利普塞特、史坦·洛肯（英语：Stein Rokkan）提倡）：社會中的衝突線，如教派或社會階層，也決定了投票行為。
4. 投票行為的理性主義理論（由安东尼·唐斯提倡）：投票決定源於理性的成本效益分析。各方根據自己的利益（黨派差異）排序導致在無關緊要的結果或承諾最大個人利益的一方的選擇中棄權。
5. 價值觀 / 生活方式改變（由羅納德·英格爾哈特等提倡）：價值觀和生活方式的改變越來越多地導致更靈活的選擇，如搖擺選民之增加。

### 主要理论概述
行为主义反对政治哲学研究中的思辩与演绎方法，也反对制度主义的静态描述和简单写实，认为政治学的研究对象应该是实际存在并且可以观察到的政治行为。行为主义注重数据的收集和整理，常常运用数学模型、模拟实验、直接探查、实地观察技术手段进行研究。主要原则包括了精确性、纯科学、量化研究和价值去除。其主要理论包括：
- 政治系统论：采用系统论和控制论的方法，不以国家为对象，而以政治系统为研究对象。注重从宏观角度考察政治过程，尤其是政策制定和执行中的价值分配问题。主要代表人物有大卫·伊斯顿、莫顿·卡普兰。
- 结构功能主义：发展自政治系统论，研究政治系统的功能和结构，及其相互关系。代表人物有加布里埃尔·阿尔蒙德。
- 政治沟通理论（英语：Political communication）：采用控制论、信息论的方法，把政治系统的运行过程看作是信息的变换和控制过程，注重研究政治系统中的决策活动和信息沟通。主要代表人物有卡尔·多伊奇。
- 政治文化理论：研究影响人们政治行为的文化因素，包括政治认知、政治感情、政治态度和政治价值等。主要代表人物有西德尼·维巴。
- 政治发展理论：继承了制度主义中的历史比较分析方法，同时结合了行为主义中的新方法，通过两种方法的综合运用考察从不发达政治体系向发达政治体系的变迁。
- 政治计量学：运用数学模型和统计方法对政治现象进行定量研究，严格按照科学研究的方式从假设开始，通过数据分析进行实证。
- 精英理论
- 政治心理学

## 批評
這種方法因所謂價值觀方面之中立而受抨擊。保守主義者將價值觀和事實之間的區別視為破壞政治哲學可能性的一種方式。 Neal Riemer 認為行為主義駁回了“符合倫理之選項之推薦任務”，因為行為主義者認為“價值觀（民主、平等和自由等）的真假無法通過科學建立，並且超出了合法探究的範圍”。 
Christian Bay 認為行為主義是一門偽政治學，並不代表“真正的”政治研究。 Bay 反對將實證考慮置於對政治的規範和道德審查之上。
行為主義最初代表了一種遠離“樸素經驗主義”（英語：Naïve empiricism）的運動，但作為一種方法被批評為“樸素科學主義”（英語：naive scientism）。 此外，激進的批評者認為，事實與價值的分離使得政治的實證研究變得不可能。
其他批評論點如下：
- 政治科學的實質必須比有時非常倚重數學的研究技術更重要；
- 有時使用的特殊術語仍然處於較高的抽象水平；
- 沒有價值標準，技術官僚的實際相關性穩定了普遍存在的條件；
- 儘管有過多的研究方法和詳細調查，但缺乏連貫的概述和綜合；
- 選擇（過於）狹窄的研究部門通常不是由對知識的興趣決定，而是由可用數據決定；
- 主要使用的調查方法存在特定問題，例如成本高，引導問題的風險，僅適用於個人，意見分析是否是主要關注點或行為預後的模糊性，縱向研究太少的靜態考慮；
- 主要應用的理性模型也有其自身的問題：人類的行為和選擇往往比理性所能證明的更為常規，對普通人的理性要求往往過高。

### Bernard Crick 之批評
英國政治學者 Bernard Crick 抨擊了在美國占主導地位但在英國鮮為人知的該種研究觀點。他確定並拒絕了六個基本前提，並在每個案例中都認為傳統方法優於行為主義：
1. 研究可以發現人類行為的一致性
2. 這些一致性可以通過經驗測試和測量來確認
3. 定量數據品質最高，應進行統計分析
4. 政治科學應是基於經驗和預測性的，淡化哲學和歷史面向
5. 價值中立的研究是理想境界
6. 社會科學家應該尋找涵蓋所有社會科學的宏觀理論，而不是實際改革的應用問題

## 後續
大衛·伊斯頓等針對有關現象提出後行為主義之觀點。